# Arif Khan
Arif Mohammed Khan (Hindi आरिफ मोहम्मद खान; in den Listen der FIS: Arif Mohd Khan; * 9. März 1990 in Gulmarg) ist ein indischer Skirennläufer. Er startet hauptsächlich in den technischen Disziplinen Riesenslalom und Slalom. 

## Karriere
Khan gab sein internationales Renndebüt am 16. März 2006 bei einem Juniorenrennen in Yomase, Japan. Sein erstes internationales Großereignis bestritt er 2013 bei den Weltmeisterschaften in Schladming. Dort belegte er im Slalom den 59. Rang. Bis zu diesem Zeitpunkt war Khan hauptsächlich bei FIS-Rennen an den Start gegangen.
2022 nahm er erstmals an Olympischen Winterspielen teil. Bei den Wettkämpfen in Peking belegte er im Riesenslalom den 45. und vorletzten Platz. Lediglich Benjamin Alexander aus Jamaika war noch langsamer.
Abgesehen von internationalen Großereignissen startet Khan hauptsächlich bei FIS-Rennen sowie Rennen der FIS-Entry League.
Sein bisher bestes Ergebnis bei einem internationalen Großereignis erreichte er bei den Weltmeisterschaften 2025 in Saalbach mit Rang 44 im Slalom.

## Erfolge

### Olympische Winterspiele
- Peking 2022: 45. Riesenslalom

### Weltmeisterschaften
- Schladming 2013: 59. Slalom, DNF Riesenslalom
- Vail/Beaver Creek 2015: 101. Riesenslalom, DNF Slalom
- Åre 2019: 79. Slalom, 116. Riesenslalom
- Cortina d’Ampezzo 2021: 45. Riesenslalom, DNQ Slalom
- Courchevel/Méribel 2023: 61. Slalom, DNF Riesenslalom
- Saalbach-Hinterglemm 2025: 44. Slalom

### Weitere Erfolge
- 3 Platzierungen unter den besten 5 bei FIS-Rennen